# Zigoitia
Zigoitia (em basco) ou Cigoitia (em castelhano) é um município da Espanha na província de Álava, comunidade autónoma do País Basco, de área 102,07 km² com população de 1513 habitantes (2007) e densidade populacional de 13,05 hab/km².

## Demografia
| Variação demográfica do município entre 1991 e 2004 | Variação demográfica do município entre 1991 e 2004 | Variação demográfica do município entre 1991 e 2004 | Variação demográfica do município entre 1991 e 2004 |
| --------------------------------------------------- | --------------------------------------------------- | --------------------------------------------------- | --------------------------------------------------- |
| 1991                                                | 1996                                                | 2001                                                | 2004                                                |
| 746                                                 | 1057                                                | 1284                                                | 1331                                                |